# ビクトリア州下院
ビクトリア州下院（ビクトリアしゅうかいん、Legislative Assembly）は、オーストラリアのビクトリア州議会を上院と共に構成する二院の一つ。メルボルン議事堂で開かれる。
- 議席数：88（各選挙区から1人ずつ選出）
- 順位指定投票制：オーストラリア連邦下院選挙と同様